# Lycodon muelleri
Espèce
Statut de conservation UICN

 LC  : Préoccupation mineure
Lycodon muelleri est une espèce de serpent de la famille des Colubridae.

## Répartition
Cette espèce est endémique des Philippines. Elle se rencontre sur les îles de Luçon, Mindoro, Batan et Polillo.

## Description
Dans leur description les auteurs indiquent que le spécimen en leur possession mesure environ 56 cm dont 16 cm pour la queue. Son dos est blanchâtre et présente des taches arrondies brunes. Sa face ventrale est blanc pur.

## Étymologie
Cette espèce est nommée en l'honneur de Salomon Müller.

## Publication originale
- Duméril, Bibron & Duméril, 1854 : Erpétologie générale ou histoire naturelle complète des reptiles. Tome septième. Première partie, p. 1-780 (texte intégral).